# 청원초등학교 (경기)
청원초등학교(靑園初等學校)는 대한민국 경기도 화성시에 있는 공립 초등학교다.

## 학교 연혁
- 1946년 12월 11일 마도국민학교 청원분교장 설치인가
- 1949년 9월 27일 청원국민학교 인가 개교
- 1982년 3월 2일 병설유치원 개원
- 1996년 3월 1일 청원초등학교로 교명 변경
- 2003년 6월 25일 전자도서관 개관
- 2003년 9월 25일 경기도 교육지원 사업 지원학교 지정
- 2003년 10월 21일 화성교육청 지정 특기 적성교육활동 시범학교 발표
- 2004년 12월 21일 영어실, 다목적 교실 개관식
- 2004년 1월 28일 경기도교육청 지정 '돌아오는 농촌학교 모델' 개발 연구학교
- 2006년 6월 24일 경기도 교육청 지정 '정책연구학교' 운영 보고회
- 2008년 3월 1일 경기도 화성 교육청 지정 '환경생태 체험학교' 연구학교 지정
- 2013년 9월 1일 제25대 구영회 공모교장 선생님 취임
- 2014년 3월 1일 경기도교육청 혁신학교준비교 선정
- 2015년 3월 1일 2015 혁신학교 선정
- 2016년 2월 12일 제66회 졸업식 (졸업생 3,512명)
- 2017년 3월 1일 초등 6학급, 특수 1학급, 병설유치원 1학급 편성
- 2017년 2월 15일 67회 졸업식(졸업생 3,529명)
- 2017년 3월 1일 초등 6학급, 특수 1학급, 병설유치원 1학급 편성
- 2017년 3월 1일 경기도교육청 '교과특성화학교' 선정